# 袁天禄
袁天禄（1331年—1367年），又名智，字礼文，号东山，福建福宁柘洋（今柘荣县）人，明朝开国功臣。

## 生平
至正十二年（1352年），奉福宁州尹王伯颜之命击败红巾军，十三年擢福宁州主簿，十四年授福宁州同知。
至正十八年（1358年），与兄袁安文（时福宁州尹）共同讨伐福安农民起义军傅贵卿，安文败亡。时袁天禄业已控制福宁、古田、连江、罗源等地，见朱元璋势力渐兴，遂遣古田县尹林文广赴朱元璋部请降。十九年，元朝廷为笼络他，国公火耳赤升袁天禄为中奉大夫（从二品阶）、福建行省参政。十二月，天禄率兵到达福州听调，福建行省平章韩留举又升他为中顺大夫、福建义兵征行元帅、行省左丞。至正二十年（1360年）二月，林文广到达集庆（今南京），朱元璋乃厚赏林，并将其遣归。
次年三月，袁天禄向朱元璋纳款后，便托词母老向行省政府乞归奉侍，朝廷不准，乃缴还金牌，私率兵归柘洋。二十六年，福安人擒得傅贵卿，袁杀之以报兄仇。
至正二十七年，袁正式归附，赴集庆谒见朱元璋，授江西行省参政，未赴任而暴卒于集庆，时年36岁。

## 筑城
袁天禄回柘洋后，召集乡人共修城墙，于至正二十二年（1362年）完工，在明时抵御倭寇入侵起到了很大的作用。。今仅余部分遗址，为双城城堡的一部分。

## 纪念
- 袁天禄祠堂，位于柘荣县双城镇北街，旧称"左丞祠"。始建于明隆庆元年（1567年），2003年3月公布为县级文物保护单位。
- 柘荣袁天禄墓、霞浦袁天禄墓，分别为当地的县级文物保护单位，为袁天禄的两个墓葬。